# Spragueia plumbifimbriata
Spragueia plumbifimbriata är en fjärilsart som beskrevs av Augustus Radcliffe Grote 1877. Spragueia plumbifimbriata ingår i släktet Spragueia och familjen nattflyn. Inga underarter finns listade i Catalogue of Life.